# Charlie Grace
Charlie Grace è una serie televisiva statunitense in 9 episodi trasmessi per la prima volta nel corso di una sola stagione nel 1995.
È una serie del genere poliziesco incentrata sulle vicende dell'ex poliziotto e detective Charlie Grace, interpretato da Mark Harmon, divorziato dalla moglie Holly e con una figlia a carico che spesso gli intralcia le indagini.

## Trama
Charlie Grace viene costretto a dimettersi dalla polizia per aver arrestato altri poliziotti che erano corrotti, diventando investigatore privato divorziato, risolvendo i casi e prendendo cura di sua figlia.

## Personaggi e interpreti
- Charlie Grace (9 episodi, 1995), interpretato da Mark Harmon.
È un investigatore ed ex poliziotto di Los Angeles.
- Leslie Loeb (9 episodi, 1995), interpretata da Cindy Katz.
È un'avvocatessa di cui Charlie era stato innamorato.
- Jenny Grace (9 episodi, 1995), interpretata da Leelee Sobieski.
È la figlia dodicenne di Charlie.
- Artie Crawford (9 episodi, 1995), interpretato da Robert Costanzo.
È un ex collega di Charlie, aveva avuto anche lui una storia con Leslie.
- Benny (5 episodi, 1995), interpretato da Allen Lulu.
- Martha (4 episodi, 1995), interpretata da Carolyn Dunn.
- Holly (3 episodi, 1995), interpretato da Harley Jane Kozak.
È la moglie di Charlie, viene accusata dell'omicidio del suo secondo marito e aiutata da Charlie nelle indagini per scoprire il colpevole.
- Derek (3 episodi), interpretato da Christopher Alessi.
- detective Simms (2 episodi), interpretato da Don Stark.
- Potts (2 episodi), interpretato da Matt Landers.
- Ike (2 episodi), interpretato da Don Maxwell.

## Produzione
La serie fu prodotta da Warner Bros. Television e girata negli studios della Warner Brothers a Burbank in California. Le musiche furono composte da Jay Gruska.

### Registi
Tra i registi della serie sono accreditati:
- Robert Singer
- Randall Zisk
- Jim Michaels

## Distribuzione
La serie fu trasmessa negli Stati Uniti nel 1995 sulla rete televisiva ABC. In Italia è stata trasmessa nel 2000 su RaiTre e poi in replica su RaiUno con il titolo Charlie Grace.
Alcune delle uscite internazionali sono state:
- negli Stati Uniti il 14 settembre 1995 (Charlie Grace)
- in Germania il 31 marzo 1996 (Charlie Grace - Der Schnüffler)
- in Portogallo (Charlie Grace Investiga)
- in Italia (Charlie Grace)

## Episodi
| Stagione       | Episodi | Prima TV USA |
| -------------- | ------- | ------------ |
| Prima stagione | 9       | 1995         |